# Varanus yuwonoi
Varanus yuwonoi es una especie de escamoso de la familia Varanidae.

## Distribución geográfica
Es endémica de las Halmahera (Indonesia).